# يلا عقبالكن شباب
يلا عقبالكن شباب هو فيلم كوميدي لبناني تم إنتاجه في سنة 2016 وهو من إخراج شادي حنا وتأليف نبال عرقجي وبطولة بديع أبو شقرا وطلال الجردي ودوري السمراني وفؤاد يمين وسينتيا خليفة ودارين حمزة ومي سحاب وندى أبو فرحات وجوليا قصار وبولين حداد. هذا الفيلم هو الجزء الثاني من فيلم يلا عقبالكن ألذي أنتج في سنة 2014.

## القصة
بعكس الجزء الأول من الفيلم فهو يتناول العلاقات العاطفية من وجهة نظر الرجال من حيث الكذب والخيانة وتعدد العلاقات. ويتبع الفيلم قصة أربعة أصدقاء إثنين متزوجين واثنين أعزبين.

## البطولة
- بديع أبو شقرا
- طلال الجردي
- فؤاد يمين
- دوري السمراني
- دارين حمزة
- ندى أبو فرحات
- مي سحاب
- سينتيا خليفة
- جوليا قصار
- بولين حداد

## وصلات خارجية
- يلا عقبالكن شباب على قاعدة بيانات الأفلام العربية